# Umleimer

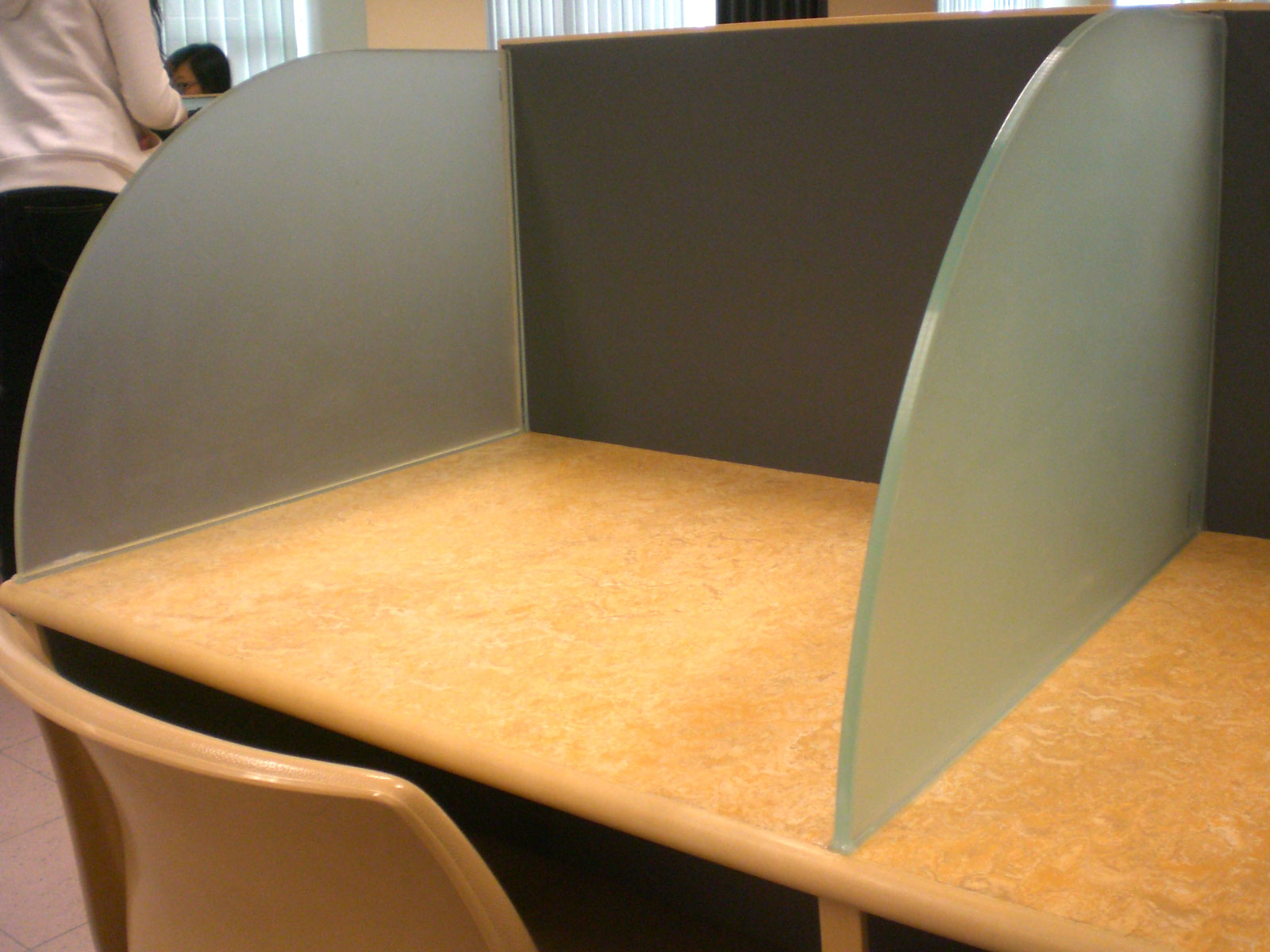
Gut erkennbarer Umleimer entlang der vorderen Tischkante

Umleimer ist ein Überbegriff für Plattenschmalseitenbeschichtungen aus dem Tischlerbereich.
Es wird zwischen Anleimern und Einleimern unterschieden:
- Anleimer ist eine Plattenschmalseitenbeschichtung, die nach dem Furnieren der Platte angebracht wird.
- Einleimer wird vor dem Furnieren der Platte angebracht. Er ist an der fertigen Platte nur noch auf der Schmalseite zu sehen.

## Material
Umleimer werden aus Acrylnitril-Butadien-Styrol (ABS), Massivholz oder Multiplex-Platten hergestellt.